# Шелби (округ Оушана, Мичиген)
Шелби (енгл. Shelby, Oceana County) град је у америчкој савезној држави Мичиген.

## Демографија
По попису из 2010. године број становника је 2.065, што је 151 (7,9%) становника више него 2000. године.
| Група             | 2000.         | 2010.         |
| Белци             | 1.343 (70,2%) | 1.060 (51,3%) |
| Афроамериканци    | 2 (0,1%)      | 8 (0,4%)      |
| Азијати           | 1 (0,1%)      | 5 (0,2%)      |
| Хиспаноамериканци | 522 (27,3%)   | 942 (45,6%)   |
| Укупно            | 1.914         | 2.065         |